# 人類ネコ科
『人類ネコ科』は、みず谷なおきによる漫画作品。『週刊少年サンデー増刊号』（小学館）にて、1985年2月号から1986年10月号まで連載された。全21話で単行本は全3巻。1992年にスーパー・ビジュアル・コミックス全2巻（出版はビズコミュニケーションズジャパン、発売は小学館）が刊行されている。1999年には少年サンデーコミックスワイド版全2巻（小学館）が刊行されている。
みず谷なおきの絵に対するこだわりは強く、アシスタントもあまり使わず、原稿はほとんど自分の手で仕上げていた。『人類ネコ科』を含めみず谷なおきの作品は人気があったので、編集部は週刊誌連載をやらせようとしたが、本人は週刊誌のあのペースはいやだと言って引き受けなかった。
『人類ネコ科』はアニメ化の話もあったが、アニメの設定書見を見ていやだと言っていた。これも絵に対するこだわりが強く、半端な形でアニメになるのはいやだったからとされている。

## あらすじ
北斗と舞奈
七瀬北斗の両親はオーストラリアに長期赴任しており、外国嫌いの北斗は日本に残り、アパート「南山荘」の一室に一人暮らしで西湘高校に通っている。南山荘には4人の女子大生がおり、女嫌いの北斗にとっては神経に障る毎日である。そんなある年のバレンタインデーのこと、北斗の机の中に、学園のアイドル谷山舞奈からのチョコレートが入っている。森山修一郎のセッティングした初デートで、舞奈をナンパされそうになった北斗はつい、「おれの彼女」宣言をしてしまう。春の連休に北斗、修一郎、舞奈、亜津美のダブルデートとなり、二人だけの観覧車の中で、舞奈は高校受験時の小さな事件以来、心優しい北斗を見つめ続けていたと打ち明ける。降りるとき、舞奈が風邪をひいていたにも拘らず、発熱をこらえてデートしていたことに気付き、北斗は“俺は大馬鹿野郎だ”と舞奈を抱きしめる。帰宅途上、“自分を慕ってくれる者まで避けていたらそれは女嫌いじゃなく人間嫌いだ。おれは人間嫌いじゃない”と北斗は決意を新たにする。
海水浴の同衾事件
修一郎がバイクの単独事故を起こし、左腕を骨折する。上級生からの挑戦を受けて、ギブスにヒビを入れたことから、顔面強打のおまけ付きで亜津美との仲が進展する。舞奈は南山荘で女子大生3名からABCの意味を教えてもらい、学校で「C（手をつなぐこと）」はとっくにしてるもんと言い出し、周囲はフリーズする。いつもの4人と女子大生3名が1泊2日の海水浴に出かける。男女別に襖で分けて寝るが、夜中の雷を舞奈が怖がり、半分寝ぼけている北斗は自分の布団の中に招き、一緒に寝る。このときの写真が他の写真と一緒にクラスに持ち込まれ、騒動となる。
瑞穂登場
校門前にレディース（女流暴走族）が集合している。北斗が出て行くと、リーダーは修一郎の従姉妹の錦瑞穂であった。瑞穂は北斗に抱きつき、舞奈と取り合いになる。北斗に「おれは普通の子がいい」と言われた瑞穂は髪を切り、普通の高校生に変身して転校してくる。修一郎は亜津美に中学時代の3人の関係と、瑞穂が北斗を慕うようになったきっかけについて説明する。南山荘の忘年会イベントで、会場として使われた自室から撤去されていた寝具がないまま寝る羽目になった北斗はカゼを引き寝込む。気が付くとスキーに行ったはずの真琴がおかゆを作ってくれる。女子に人気のある修一郎の机の中からたくさんのバレンタイン・チョコがこぼれ落ちる。亜津美は迷惑宣言を出すものの、交通事故で入院したとき、大慌てで駆けつけてきた修一郎に惚れ直す。
北斗の両親の一時帰国
谷山家では舞奈の彼氏が話題となり、父親は気が気でない。七瀬家では両親が北斗を連れ帰るため一時帰国する。この話を聞いて舞奈は落ち込む。修一郎が冗談で結婚してしまえばと口にしたため、舞奈はすっかりその気になり、両親に紹介したい人がいると伝える。一方、七瀬家を仕切っている冬美は、息子がいろんなしがらみの中で生きていることを理解する。舞奈はすっかり冬美から気に入られ、うちの娘になってくれると言われ、一緒にオーストラリアに行くと言い出し、あわてさせる。さらに、京子と麻美に海水浴での同衾写真を見せられた七瀬の父親は、舞奈と結婚しなさいと言い出す。
舞奈の家出騒動
結婚の話は学校内にも広がる。発信源は舞奈であり、左の薬指には指環が光っている。修一郎は登校してくる北斗に「ご婚約おめでとう」と告げ、その背後には嫉妬に燃えた男子が控えている。谷山家では父親がひたすら結婚に反対し、舞奈は南山荘の空室に家出する。冬美は夫に北斗を日本に残す決断を伝える。冬美は南山荘で舞奈の母親と対面し、うちの愚息が、うちの世間知らずの娘がと双方が謝り合う。舞奈をかばって一人で冬美の折檻を受けた北斗に、冬美は罰として日本に残すと宣言する。学園祭で北斗は仮装喫茶に連れ込まれ、花婿衣装に着替えさせられる。カーテンを開くとウエディングドレス姿の舞奈がいる。

## 登場人物
七瀬 北斗（ななせ ほくと)
身長159センチメートル（2年では162センチメートルに伸びるが、それでも身長にはコンプレックスがある）、体重45キログラム、血液型O型、誕生日7月21日。
市立西湘高校に通う高校生。両親は仕事でオーストラリアで生活しており、海外（背の高い外人が）嫌いな北斗はひとり日本に残った。
大の女嫌いであるが、女子大生ばかりが住むため“にゃんにゃん荘”のあだ名で呼ばれるアパート「南山荘」に住んでいる。守山修一郎と錦瑞穂とは幼馴染。高校生になり落ち着いてはいるが、中学時代は自校の生徒を恐喝した他校の生徒に制裁を加えたりさぼって遊びに行く守山に付き合うなど、過激な生活を送っていた。それでも遊びと犯罪の線引きはしっかりしており、万引きをした守山と大喧嘩したこともある。南山荘では「ホクちゃん」と呼ばれている。
谷山 舞奈（たにやま まいな）
身長157センチメートル、体重41キログラム、血液型A型、誕生日8月25日。
市立西湘高校に通う高校生。入試の帰りに、北斗の優しさ（臆病な自分には出来なかった、雨に打たれていた小犬の遺体を埋めてやった）を見て一目惚れし、以来、ずっと北斗を目で追い続けていた。高校1年生のバレンタインデーにチョコレートを北斗の机にしのばせる。
学園のマドンナ的存在の美少女で、ファンクラブも存在するほど。そのため、北斗は他の男子生徒から嫉妬心で様々な被害を受けている。
亜津美曰く、性格は良く言えば素直で純情。悪く言えば頑固で融通がきかない思い込みの激しい世間知らずで、連載後期では北斗との交際以外はどうでもいいと明言しており、父親は娘から唐突に聞かされた婚約宣言や結婚宣言で倒れている。
名前の由来は、連載当時「谷山浩子がマイナーな歌手」であったことから（「舞奈」の名が先にあり、姓がどうしても思いつかず、安直に「谷山」を繋いだという）。
守山 修一郎（もりやま しゅういちろう）
身長182センチメートル、体重72キログラム、血液型B型、誕生日8月8日。
市立西湘高校に通う高校生。主人公である七瀬北斗とは幼馴染。普段は名古屋弁を話している。喧嘩が滅法強く「西のランボー」として市内でも知られ、他校の生徒には同校にも一応存在している不良生徒を差し置いて「番長」と認識されている。七瀬北斗と谷山舞奈を付き合わせていく過程で、舞奈の友人の中島亜津美に惚れる。
舞奈との交際が始まり“何でこんな嫌がらせを受けねばならんのだ”とぼやく北斗に「おみゃあがはっきりしやんでかんのだわ! まっとハデにイチャついとりゃええんだわ。毎日ベタベタしとるとこ見せつけられてみぃ。たあけらしゅうてだーれも相手にせんくなるに（お前が煮え切らないからいかんのだよ、他人の目を気にせずしょっちゅういちゃついてれば周りも呆れて何も言わなくなるさ）」と助言したりもする。
両親は離婚しており母子家庭。乗っているバイクも父親名義で名古屋ナンバーである（離婚した父に向けた「グレるど」の一言で買ってもらえたらしい。中型免許持ち）。母親は母親で息子が出かけたまま帰ってこなくても全く心配はしていないなど息子と同類である。将来の夢は白バイ隊員で、高校卒業後は交通警察官を志して警察学校への進学を希望している。念願かなって白バイ隊員を拝命したら、その日のうちに中島を“逮捕”しに行くと告白する。
中島 亜津美（なかじま あつみ）
身長163センチメートル、体重43キログラム、血液型O型、誕生日6月1日。
市立西湘高校に通う高校生。谷山舞奈の親友。北斗と舞奈を見守っているうちに、守山修一郎と仲を深める。
かなり気の強い性格で、守山に対しても強く当たってしまうことが多い。舞奈の数少ない理解者であり、保護者のような立場でもあるがフォローを続けるうちに後述の荒井由美子とは取引を繰り返すようになる。
兵藤 真琴（ひょうどう まこと）
身長168センチメートル、体重54キログラム、血液型B型、誕生日11月15日。
南山荘に住む女子大生4人組の1人。普段は京子や麻美と北斗のことをからかっている。非常に明るく、サバサバした性格。近視で、寝る時だけは眼鏡を外すが、素顔は別人になる。髪型はロングだったが、北斗がオーストラリアに行く話が出て落ち込んだ際にバッサリ切り落とす（その後また伸ばし始める）。
かつて北斗と同世代の弟がいた。北斗に弟の姿を重ね合わせており、北斗がオーストラリアに行く話が出た際は鬱状態になるなどブラコン気味な気質も見せている。
舞奈が南山荘に家出し一室に立てこもった際には「あなたの向こう見ずな行動がホクちゃんの立場を悪くしてることを少しは考えろ」と叱りつけた（その後「……と、あたしが言っても全然説得力ないよね」とフォローし、全員をずっこけさせた）。
樋口 京子（ひぐち きょうこ）
身長166センチメートル、体重54キログラム、血液型AB型、誕生日2月7日。
南山荘に住む女子大生4人組の1人。黒髪ロングヘアの美人だが、素顔はそばかすがある。真琴や麻美と共に宴会をしているが、忘年会では会場に使うために物置に片付けた北斗のベッドを戻さないままお開きにしてしまい風邪をひかせた。
小山 麻美（こやま あさみ）
身長161センチメートル、体重49キログラム、血液型A型、誕生日9月23日。
南山荘に住む女子大生4人組の1人。京子と共に北斗の父に舞奈との交際事情（同衾事件の写真）を伝えて北斗のオーストラリア行きを阻止しようとしたら「じゃあ、結婚させましょう」と斜め上の反応をされ北斗の逆鱗に触れたことで京子が南山荘から逃げようとした際に「逃げるための金がない」と騒いでいた。喫煙者。
日比野 里美（ひびの さとみ）
南山荘に住む女子大生4人組の1人。ほとんど姿を見せることがなく、隠れキャラのような存在。
物語の途中で引っ越していく。最後まで顔を出すことはなかったが、別れ際の逆光からほぼシルエットとなった状態から見えた素顔は垂れ眼の美人。
正月に風邪を引いた北斗を一人残してスキーに行った真琴が、やっぱり心配になって旅行を打ち切って戻ってくるも、実は里美が残っていて存在をすっかり忘れていたというオチがあった。
荒井 由美子（あらい ゆみこ）
市立西湘高校に通う高校生。ロングヘアだが、左サイドをテール状に結んでいる。新聞部（前部長が弱腰で人気がなく前年度に廃部）改め「ふぉーかす倶楽部」の部長をしている。本人曰く、記事のネタにするには手段（捏造、裏工作）を選ばないが、取引（買収されれば）した以上、情報を漏らす事はない。北斗と舞奈の交際を追いかけている。
錦 瑞穂（にしき みずほ）
身長167センチメートル、体重55キログラム、血液型B型、誕生日11月25日。
守山の従妹。中学の頃、万引きした守山や自分を、本気で叱ってくれた北斗の事を慕っていた。北海道に家族は引っ越したが、高校受験で戻ってきた。
高校ではレディースのヘッドをしていたが、意中の人である北斗に彼女が出来ていた事であっさり引退。「普通の転校生」として編入してくる。幼少時は病弱で療養の為に就学猶予を受け、学年は違うが同い年である。
七瀬 冬美（ななせ ふゆみ）
北斗の母親。海外赴任した夫（下の名前は不明）と一緒にオーストラリアで生活している。高校生の時に北斗を妊娠しており、北斗の姉と間違われるほど若い。修一郎が恐れる程のスパルタ。夫は非常に能天気なおじさんだが、適度に立てつつも尻に敷いている。

## 書誌情報
- みず谷なおき 『人類ネコ科』 小学館〈少年サンデーコミックス〉、全3巻
  1. 1985年11月発売 ISBN 4-09-121391-X
  2. 1986年5月発売 ISBN 4-09-121392-8
  3. 1986年12月発売 ISBN 4-09-121393-6

- みず谷なおき 『人類ネコ科』出版ビズコミュニケーションズジャパン〈スーパー・ビジュアル・コミックス〉、発売小学館、全2巻
  1. 1992年1月発売 ISBN 4-09-160151-0[6]
  2. 1992年2月発売 ISBN 4-09-160152-9[7]

- みず谷なおき 『人類ネコ科』 小学館〈少年サンデーコミックスワイド版〉、全2巻[2]
  1. 1999年8月発売 ISBN 4-09-125831-X
  2. 1999年8月発売 ISBN 4-09-125832-8